# Заровье (Ровненская область)
Заровье (укр. Зарів'я) — село в Вировской сельской общине Сарненского района Ровненской области Украины.
Население по переписи 2001 года составляло 257 человек. Почтовый индекс — 34542. Телефонный код — 3655. Код КОАТУУ — 5625488803.